# Serrapinelli
Serrapinelli è una dorsale dell'isola d'Elba situata alle pendici del Monte Perone, di cui costituisce un contrafforte in direzione nord-est. Il toponimo, attestato dal XVI secolo, deriva dal termine locale pinello che un tempo indicava l'albero del pino domestico. A breve distanza esiste la cappella di Santa Rita, risalente al XVIII secolo. Dalla dorsale si origina un piccolo corso d'acqua, il Fosso di Serrapinelli.

## Ambiente
La vegetazione è composta da macchia mediterranea di Arbutus unedo e Quercus ilex.